# Galium asprellum
Galium asprellum är en måreväxtart som beskrevs av André Michaux. Galium asprellum ingår i släktet måror, och familjen måreväxter. Inga underarter finns listade i Catalogue of Life.